# CEENA
CEENA::BitTorrentTracker::（シーナ ビットトレント トラッカー）は、日本のBitTorrentトラッカーサイトである。BitTorrentの合法利用を掲げる数少ないトラッカーサイトの1つである。

## 概要
2006年1月開設。当初はユーザー投稿による自由ソフトウェアの取り扱いが中心であった。2009年7月、システムの全面改修を実施。投稿処理・シードを代行するミラーリングの取り扱いを開始する。これに伴いアダルトゲームに関連する体験版などの取り扱いが急増したため、ゾーニングが行われている
。投稿されたコンテンツに対しては厳しくチェックが行われ、管理者により無許可と判断されたファイルは削除されている。そのため違反ファイルを目にすることはほとんど無い
。
2012年12月現在、同人サークルやゲームメーカーにより、比較的大容量なファイルの配信目的で利用機会が増えている。